# شفاه لا تعرف الكذب (فلم)
شفاه لا تعرف الكذب هو فيلم دراما مصري من إخراج محمد عبد العزيز وبطولة نيللي، سمير صبري، هدى سلطان، سمير غانم، سعيد صالح ويونس شلبي، صدر الفيلم في 19 سبتمبر 1980.

## نبذة
تنجح وزة وحمدي في ضم إيمان لتعمل معهما في تهريب المخدرات، وتسافر إيمان إلى تونس في مهمة لكل من حمدى ووزة، أثناء سفرها تتعرف على الطيار أحمد، تتوطد العلاقة بينهما ويعرف الحب طريقه لقلبيهما، وتدعي إيمان لأحمد أن سفرها لتونس من أجل حضور أحد المؤتمرات هناك، وتتحسن أحوال إيمان المادية وتقرر التوقف عن هذا العمل وتلغى سفرياتها.

## طاقم العمل
- نيللي بدور إيمان عبد الرحمن
- سمير صبري بدور احمد عز الدين الحسينى
- هدى سلطان بدور وزة
- سمير غانم بدور حمدى / الشوبكشي
- سعيد صالح بدور الكابتن يوسف
- يونس شلبي بدور أبو سريع

## وصلات خارجية
- مقالات تستعمل روابط فنية بلا صلة مع ويكي بيانات
- شفاه لا تعرف الكذب على موقع الدهليز